# Khalil Herbert
(en) Statistiques sur pro-football-reference
Khalil Herbert (né le 21 avril 1998 à Fort Lauderdale en Floride) est un sportif professionnel américain de football américain jouant au poste de running back dans la National Football League (NFL) depuis la saison 2021.
Au niveau universitaire, il a joué dans la NCAA Division I FBS pendant trois saisons pour les Jayhawks de l'université du Kansas et une saison pour les Hokies de l'institut polytechnique et université d'État de Virginie (Virginia Tech).
Sélectionné au sixième tour de la draft 2021 par la franchise des Bears de Chicago, il y reste quatre saisons avant de rejoindre en 2024 les Bengals de Cincinnati et en 2025 les Colts d'Indianapolis.

## Biographie

### Jeunesse et carrière universitaire
Herbert est considéré au sortir du lycée comme une potentielle recrue universitaire trois étoiles. Il s'engage avec les Jayhawks du Kansas malgré des offres émanant de Georgia State, Fordham, Appalachian State et FIU. Il est également approché par les Badgers du Wisconsin sans pour autant recevoir d'offre. Après trois saisons avec l'équipe, il obtient le statut de joueur redshirt pour sa quatrième saison afin de conserver une année d'éligibilité. Initialement désireux de la passer avec les Jayhawks, il décide finalement d'être transféré aux Hokies de Virginia Tech après avoir obtenu son diplôme de l'université du Kansas.

### Carrière professionnelle
Herbert est sélectionné au sixième tour de la draft de 2021 par la franchise des Bears de Chicago et il y signe son contrat rookie début juin.
Herbert commence sa carrière professionnelle en tant que remplaçant de David Montgomery, titulaire au poste de running back. Il acquiert un rôle plus important lors de sa deuxième saison. Après le départ de Montgomery, il entre en compétition avec D'Onta Foreman (en) et Roschon Johnson (en) pour le poste de running back titulaire en 2023, mais est handicapé par ses lacunes en blocage. Avec 132 courses, il est le running back le plus utilisé de l'équipe mais voit encore son statut de titulaire compromis par l'arrivée en 2024 de D'Andre Swift.
Peu utilisé au début de la saison 2024, Herbert est échangé le 5 novembre aux Bengals de Cincinnati contre un choix de septième tour, Herbert étant amené à remplacer le titulaire Zack Moss blessé. Agent libre en fin de saison, il signe le 14 mars 2025 avec les Colts d'Indianapolis où l'équipe est à la recherche d'un running back suppléant pour Jonathan Taylor, Trey Sermon (en) et Tyler Goodson (en) n'ayant pas donné satisfaction à ce poste.

## Statistiques
| Année       | Équipe                  | Statut      | MJ |     | Courses | Courses | Courses | Courses |       | Passes réceptionnées | Passes réceptionnées | Passes réceptionnées | Passes réceptionnées |
| Année       | Équipe                  | Statut      | MJ | Nb. | Yards   | Moy.    | TD      | Nb.     | Yards | Moy.                 | TD                   |                      |                      |
| 2016        | Jayhawks du Kansas      | Fr.         | 08 | 044 | 0 189   | 4,3     | 3       | 05      | 038   | 07,6                 | 0                    |                      |                      |
| 2017        | Jayhawks du Kansas      | So.         | 11 | 120 | 0 663   | 5,5     | 4       | 08      | 038   | 04,8                 | 0                    |                      |                      |
| 2018        | Jayhawks du Kansas      | Jr.         | 12 | 113 | 0 499   | 4,4     | 5       | 09      | 039   | 04,3                 | 0                    |                      |                      |
| 2019        | Jayhawks du Kansas      | Sr.         | 04 | 043 | 0 384   | 8,9     | 2       | 01      | - 1   | - 1,0                | 0                    |                      |                      |
| 2020        | Hokies de Virginia Tech | Sr.         | 11 | 154 | 1 182   | 7,7     | 8       | 10      | 179   | 17,9                 | 1                    |                      |                      |
| Totaux NCAA | Totaux NCAA             | Totaux NCAA | 46 | 474 | 2 917   | 6,2     | 22      | 33      | 293   | 08,9                 | 1                    |                      |                      |

| Année  | Équipe                | MJ |                | Courses        | Courses        | Courses        | Courses        |                | Passes réceptionnées | Passes réceptionnées | Passes réceptionnées | Passes réceptionnées |  | Fumbles | Fumbles |
| Année  | Équipe                | MJ | Nb.            | Yards          | Moy.           | TD             | Nb.            | Yards          | Moy.                 | TD                   | Nb.                  | Perdus               |  |         |         |
| 2021   | Bears de Chicago      | 17 | 103            | 433            | 4,2            | 2              | 14             | 096            | 6,9                  | 0                    | 1                    | 0                    |  |         |         |
| 2022   | Bears de Chicago      | 13 | 129            | 731            | 5,7            | 4              | 09             | 057            | 6,3                  | 1                    | 0                    | 0                    |  |         |         |
| 2023   | Bears de Chicago      | 12 | 132            | 611            | 4,6            | 2              | 20             | 134            | 6,7                  | 1                    | 1                    | 1                    |  |         |         |
| 2024   | Bears de Chicago      | 06 | 08             | 016            | 2,0            | 1              | 02             | 04             | 2,0                  | 0                    | 0                    | 0                    |  |         |         |
| 2024   | Bengals de Cincinnati | 08 | 028            | 114            | 4,1            | 0              | 08             | 021            | 2,6                  | 0                    | 1                    | 0                    |  |         |         |
| 2025   | Colts d'Indianapolis  | ?  | Saison à venir | Saison à venir | Saison à venir | Saison à venir | Saison à venir | Saison à venir | Saison à venir       | Saison à venir       | ?                    | ?                    |  |         |         |
| Totaux | Totaux                | 56 | 400            | 1 905          | 4,8            | 9              | 53             | 312            | 5,9                  | 2                    | 3                    | 1                    |  |         |         |